# Saman Təhmasibi
Saman Təhmasibi (24 de julio de 1985) es un luchador iraní y desde 2010 azerbaiyano de lucha grecorromana. Participó en dos Juegos Olímpicos, consiguieno la 11.ª posición en 2008 y 2012 en la categoría de 84 kg.
Participó en siete Campeonatos Mundiales, ganó cinco medallas, de plata de 2013 y 2014. Conquistó una medalla de oro en el Campeonato Asiático de 2007. Obtuvo un noveno lugar en los Juegos Asiáticos de 2006. Quinto en el Campeonato Europeo de 2013 y noveno en los Juegos Europeos de 2015. Cuatro veces representó a su país en la Copa del Mundo, en 2011 clasificándose en la 2.ª posición.